# Vjačeslav Kozlov
Vjačeslav Anatol'evič Kozlov (in russo Вячеслав Анатольевич Козлов?; trasl. angl. Vyacheslav Anatolevich Kozlov; Voskresensk, 3 maggio 1972) è un allenatore di hockey su ghiaccio ed ex hockeista su ghiaccio russo che ha militato nella National Hockey League conquistando due Stanley Cup con i Detroit Red Wings. Ha giocato anche in KHL, lega nella quale ha vinto due Coppe Gagarin con lo Salavat Julaev e la Dinamo Mosca.

## Carriera

### Club
Kozlov crebbe nella squadra della propria città, il Chimik Voskresensk, esordendo nel campionato sovietico nel corso della stagione 1987-1988. Rimase al Chimik fino al 1991, totalizzando 106 presenze con 25 reti e 26 assist. Successivamente trascorse parte della stagione 1991-92 con il CSKA Mosca.
Kozlov fu scelto in 45ª posizione assoluta dai Detroit Red Wings nel 1990. Fece il suo esordio in National Hockey League il 12 marzo 1992 mettendo a referto due assist nel successo di Detroit per 5-4 contro i St. Louis Blues. Dopo un breve periodo di adattamento in American Hockey League con gli Adirondack Red Wings diventò un titolare nel roster di Detroit già a partire dalla stagione 1993-1994. Dopo l'acquisto nel 1995 da parte dei Red Wings di Igor' Larionov, l'allora allenatore dei Red Wings Scotty Bowman creò un blocco di cinque giocatori russi denominato "Russian Five": oltre a Kozlov ne facevano parte gli attaccanti Sergej Fëdorov e Igor' Larionov, e i difensori Vladimir Konstantinov e Vjačeslav Fetisov. Questo gruppo contribuì ai successi della franchigia di Detroit, capace di vincere due Stanley Cup consecutive nel 1997 e nel 1998.
Kozlov rimase a Detroit fino all'estate del 2001, dopo aver collezionato 556 partite disputate con 181 reti e 179 assist, per poi essere ceduto ai Buffalo Sabres in cambio del portiere ceco Dominik Hašek. A causa di un infortunio al tendine d'Achille Kozlov rimase a Buffalo una sola stagione giocando 39 partite con 32 punti. L'estate successiva da free agent passò agli Atlanta Thrashers.
Alla prima stagione con i Thrashers, Kozlov raggiunse il proprio record di assist in una singola stagione, 49, arrivando ad un totale di 70 punti. Nel corso delle stagioni si affermò come una delle stelle della franchigia insieme ad Il'ja Koval'čuk, Dany Heatley e Marián Hossa. La miglior stagione per lui fu quella 2006-2007, quando chiuse la stagione regolare con 28 reti e 52 assist, per un totale di 80 punti.
Kozlov prolungò il proprio contratto con gli Atlanta Thrashers il 4 luglio 2007 per altre tre stagioni, per una cifra pari a 11 milioni di dollari.  Kozlov disputò la sua millesima gara in NHL il 26 dicembre 2007 contro i Columbus Blue Jackets dell'ex compagno di linea a Detroit Sergej Fëdorov.
Al termine della stagione 2009-10 Kozlov annunciò l'intenzione di cercare una nuova squadra, lasciando Atlanta dopo sette anni con 541 partite giocate e 416 punti conquistati.
Nel mese di settembre accettò un contratto annuale da parte del CSKA Mosca in Kontinental Hockey League. Nel febbraio 2011 Kozlov lasciò il CSKA per unirsi allo Salavat Julaev Ufa, formazione lanciata verso i playoff della KHL. Giocò le ultime quattro gare di stagione regolare e tutti gli incontri dei playoff, con 11 punti in 25 partite disputate. Nella serie finale lo Salavat vinse la Coppa Gagarin piegando l'Atlant per 4-1. L'anno successivo si ripeté vincendo il massimo trofeo con l'OHK Dinamo. Il 29 dicembre 2012 si accordò con lo Spartak Mosca.
Concluse la carriera da giocatore nel 2015 per intraprendere quella da allenatore in KHL con lo Spartak Mosca a partire dalla stagione 2015-2016.

### Nazionale
Vjačeslav Kozlov esordì con la nazionale sovietica U18 nel campionato europeo di categoria del 1988, conquistando la medaglia di bronzo. Nelle due edizioni successive vinse un oro e un argento, oltre al titolo di miglior attaccante del torneo del 1990. Con la rappresentativa Under-20 vinse invece due argenti nei campionati mondiali del 1990 e del 1991.
Nella primavera del 1991 fece il suo esordio con l'Unione Sovietica in occasione del Campionato mondiale, mentre nel mese di settembre giocò la Canada Cup.
Con la maglia della Russia giocò una partita nel campionato mondiale del 1994 e la World Cup of Hockey 1996. In totale vanta 52 presenze con le maglie dell'URSS e della Russia con 28 reti e 42 assist.

## Palmarès

### Club
- Stanley Cup: 2

Detroit: 1996-1997, 1997-1998
- Coppa Gagarin: 2

Ufa: 2010-2011
Dinamo Mosca: 2011-2012

### Nazionale
- Campionato europeo di hockey su ghiaccio Under-18: 1

URSS 1989

### Individuale
- KHL All-Star Game: 1

2012
- Campionato europeo di hockey su ghiaccio Under-18 All-Star Team: 1

Svezia 1990
- Miglior attaccante del Campionato europeo di hockey su ghiaccio Under-18: 1

Svezia 1990
- Maggior numero di reti al Campionato europeo di hockey su ghiaccio Under-18: 1

Svezia 1990 (9 reti)
- Capocannoniere del Campionato europeo di hockey su ghiaccio Under-18: 1

Svezia 1990 (19 punti)